# Османський напад на Балеарські острови (1558)
Османський напад на Балеарські острови (тур. Balear Adaları'na Osmanlı saldırıları) в 1558 році — рейд, здійснений флотилією Османської імперії на чолі з адміралами Піяле-пашою та Тургут-реїсом на іспанські укріплення та поселення на острові Менорка Балеарського архіпелагу в 1558 р., що входив до складу Габсбурзької імперії.

## Передумови

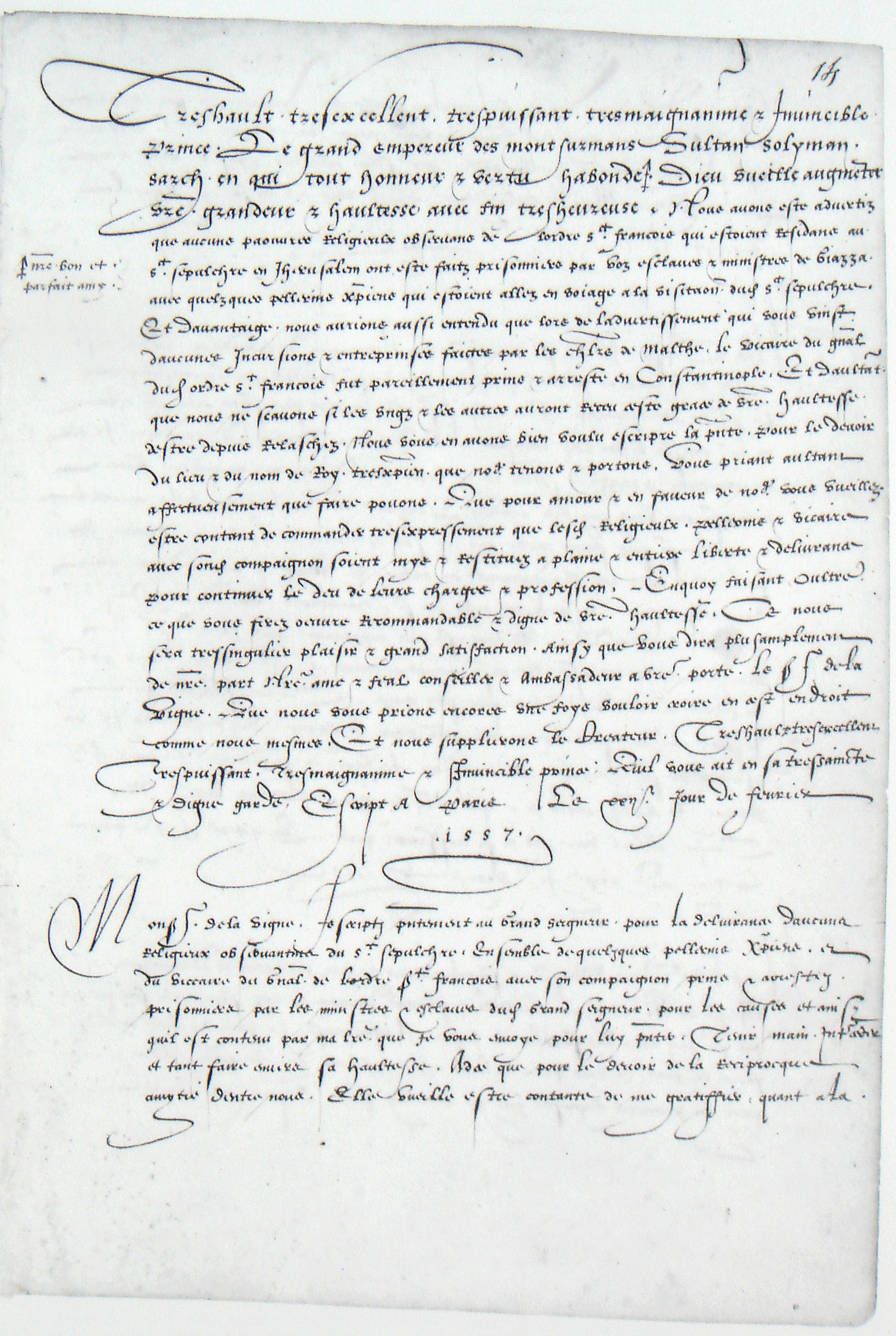
Лист короля Франції Генріха II до Сулеймана Пишного від 22 лютого 1557 року.

Османи вже багато разів нападавали на Балеарські острови раніше, як під час османського нападу на Балеарські острови  в 1501 році. Згодом відбулись напади і пограбування Полленси (в 1531 і 1550 рр.), Мао (в 1535 р.), Алькудії (1551 р.), Вальдемоси (1552 р.), Андраткса (1553 р.) та Сольєра (1561 р.).
Ще в 1528 році був укладений скандальний для Європи французько-османський альянс між французьким королем Франциском I і османським султаном Сулейманом Пишним. Францію і Османську імперію об'єднував їх спільний інтерес у боротьбі з імперією Карла V Габсбурга. Альянс полягав у тому, що турки надавали французам фінансову підтримку та координували з ними свої бойові дії проти Габсбургів. Цей «святотатственний альянс Лілії з Півмісяцем» спричинив скандал у християнській Європі, де ще панували ідеї спільних «хрестових походів» проти «невірних» турків, й тому зрідка афішувався, хоча реально мав силу до самого вторгнення Наполеона до Єгипту (1798). Французько-османський військовий союз досяг свого піку приблизно в 1553 р., під час правління короля Франції Генріха II і його конфлікту з Габсбургами в Італійській війні 1551—1559 років.
30 грудня 1557 року Генріх II написав листа Сулейману з проханням про позику коштів, калійної селітри та 150 галер. Завдяки роботі посла Жана Кавенака де ла Вінья, прохання Генріха II було задоволено і в 1558 році османського флот було відправлено на допомогу Франції.
Османська армада покинула Константинополь у квітні 1558 року. 13 червня 1558 р. османський флот напав на південну Італію, однак не досягнув якихось помітних успіхів, крім пограбування Сорренто, що відносилось до володінь Іспанії на півдні Італії, де османи захопили 3000 полонених.

## Рейд
У липні османський флот почав напади на Балеарські острови. Османські сили складалися з 15 000 військ на 150 військових кораблях. Після того, як османський напад на Мао було відбито, турки напали на цитадель Сьюдадела на Менорці, гарнізон якої складав лише 40 солдат.

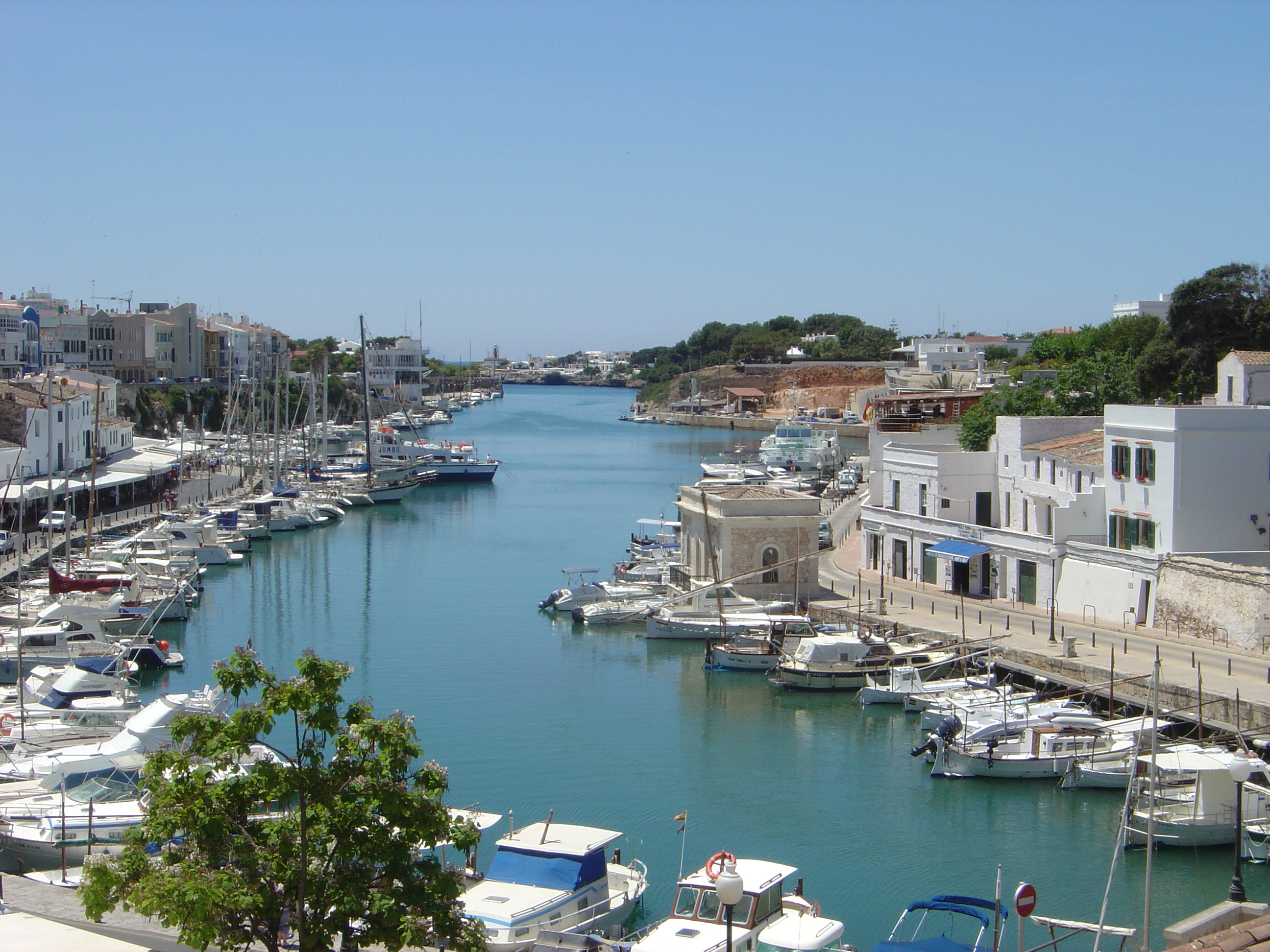
Порт Сьюдадела.

З 9 липня 1558 р. османи під керівництвом Піяле-паші та Тургут-реїса розпочали восьмиденну облогу. Після восьми днів облоги цитадель міста впала, саме місто було спустошено, а усе населення поневолене. Усі 3 099 жителів Сьюдаделли, що пережили облогу, разом з людьми з навколишніх сіл були продані в рабство. Загалом на константинопольських ринках невільників було продано 3 452 місцевих жителів.

## Наслідки
Як пізніший наслідок франко-османського вторгнення на Корсику 1553 року, той самий османський флот не встиг вчасно приєднатися до французького флоту на Корсиці поблизу Бастії, можливо, через невиконання капітаном Тургут-реїсом наказів Сулеймана. Сулейман вибачився за цей епізод у своєму листі до Генріха наприкінці 1558 р.
Хоча інтенсивність османських нападів зменшились після битви при Лепанто в 1571 році, вони, тим не менш, тривали до XVII століття.

## Увічнення пам'яті
В XIX столітті на Площі Народжених (Plaza d'es Born) в Сьюдаделлі був встановлений обеліск для увічнення пам'яті жертв цього нападу із таким написом: «Тут ми боролись до смерті за свою релігію і свою країну в 1558 році». Щороку 9 липня в Сьюдаделлі відзначають «Рік катастрофи» (l'Any de sa Desgràcia) на згадку про ці події.